# Haya (popolo)
Gli Haya (etnonimo: Bahaya), sono un gruppo etnico di ceppo bantu della Tanzania.
Sono distribuiti in un'area di quasi 40.000 km² nella Regione del Kagera, nel nordovest del paese, sulle sponde del Lago Vittoria. Sono cacciatori-raccoglitori, ma coltivano anche banane e caffè. Tradizionalmente vivevano in caratteristiche abitazioni ad alveare con tetto in paglia, dette msonge. Sono noti anche per l'artigianato, e in particolare per la costruzione di tamburi e oggetti di erba intrecciata. La loro lingua viene chiamata Kihaya.
Popolazioni confinanti sono i Baganda, i Banyankore, i Bakiga (sul confine fra Tanzania e Uganda) e le tribù del Ruanda a ovest.